# Kampfgruppe Priem
Die Kampfgruppe Priem war eine neonazistische Wehrsportgruppe, die in den 1970er Jahren in West-Berlin agierte und bis 1984 bestand.

## Geschichte
Die Kampfgruppe wurde offiziell am 17. Januar 1974 ins Leben gerufen und am 19. September des Jahres beim Amtsgericht Freiburg ins Vereinsregister eingetragen. Gründer der Gruppe war Arnulf Priem. Weitere Aktivisten waren das NPD-Mitglied Wolfgang Rahl und Alexander Hensel, die beide wie Priem nach Verurteilungen in der DDR durch die Bundesrepublik freigekauft worden waren, und Erwin Schober, ein Mitglied der NPD-Jugendorganisation Junge Nationaldemokraten. Die Kampfgruppe war zunächst in Freiburg im Breisgau aktiv und hielt Schieß- und Sportübungen ab. In der Öffentlichkeit trat sie äußerst gewalttätig auf und machte durch Schlägereien, Hakenkreuz-Malereien und Überfälle auf sich aufmerksam. Unter anderem verübte sie, bewaffnet mit Fahrradketten, einen Überfall auf Antifaschisten, die gegen die Aufführung des Films Europa in Flammen protestierten.
Die Kampfgruppe unterhielt Kontakte zu dem Rechtsterroristen Manfred Roeder und zur Wehrsportgruppe Hoffmann.
1978, nach Priems Umzug nach West-Berlin, war die Kampfgruppe im dortigen Telefonbuch eingetragen. Ihre Aktivisten gruben auf Brandenburger Schauplätzen des Zweiten Weltkriegs nach Waffen der Wehrmacht. Bei einer Hausdurchsuchung 1979 wurden in Priems Wohnung SS-Uniformen, Stahlhelme und ein Maschinengewehr gefunden. Priem erhielt eine Bewährungsstrafe. 1982 verübten zwei Männer einen Sprengstoffanschlag auf ein von Migranten bewohntes Haus in der Bellermannstraße in Berlin-Gesundbrunnen. Vor Gericht sagten die Täter aus, sich über die Kampfgruppe Priem kennengelernt zu haben. Nach weiteren Waffenfunden und Bewährungsstrafen Priems Anfang der 1980er Jahre löste sich die Kampfgruppe 1984 auf. Ihre Mitglieder wechselten zum größten Teil in die Jugendorganisation Wotans Volk, die Priem 1987 gegründet hatte.

## Nachwirkungen
Auch nach Auflösung der Kampfgruppe unterhielt Priem Kontakte zum illegalen Waffenhandel und hortete militärisches Material in seiner Wohnung. 1986 wurde ein Mittelsmann Priems, ein Ladenbesitzer aus Berlin-Kreuzberg, festgenommen, nachdem er einem Angehörigen der rechten Szene eine Maschinenpistole verkauft hatte.
Verschiedene bewaffnete Gewalttaten wurden aus dem Umfeld heraus begangen: 1985 wurde der Banker Ulrich Jahnke in einem Raubüberfall erschossen. Einer der Täter, ein Mitglied von Wotans Volk, hatte zuvor schon einen Polizisten angeschossen und in einem weiteren Überfall eine Rentnerin getötet. Am 13. August 1994 stürmte die Polizei Priems Wohnung in der Osloer Straße in Gesundbrunnen. Dort hatten sich 26 Neonazis (unter ihnen Kader wie Oliver Schweigert und Frank Lutz) verschanzt, angeblich aus Angst vor einem Übergriff der Antifa. Die Neonazis hatten missliebige Journalisten vom Dach des Hauses aus mit Stahlkugeln beschossen. Die Polizei stellte Messer, Schlagwerkzeuge, vier Luftdruckgewehre, sieben Gasdruckpistolen, einen Molotow-Cocktail und 200 Gramm Sprengstoff sicher. Priem wurde wegen verfassungsfeindlicher Äußerungen, Waffenbesitz und „Bildung eines bewaffneten Haufens“ zu dreieinhalb Jahren Haft verurteilt. Der Neonazi Kay Diesner, der im Februar 1997 einen Buchhändler mit einer Pumpgun verletzte und auf der Flucht einen Polizisten erschoss, war unter den 26 Personen und gilt als politischer Zögling Priems. Ebenfalls zu den in Priems Wohnung Verschanzten gehörte Detlef Nolde, der im April 1997 gemeinsam mit dem langjährigen FAP-Aktivisten Lutz Schillock in einem szeneinternen Streit zwei Mitglieder der rechtsextremen Kameradschaft Wittenberg tötete.
Am 15. Juni 2012 kam es erneut zu einer Razzia bei Priem, der mittlerweile in Berlin-Moabit lebt. SEK-Beamte fanden mehrere Waffen, darunter zwei Maschinenpistolen.